# Bratislava predmestie
Bratislava predmestie – stacja kolejowa w Bratysławie, w kraju bratysławskim, na Słowacji. Znajduje się tu 1 peron.